# Encentrum matthesi
Encentrum matthesi är en hjuldjursart som beskrevs av Adolf Remane 1949. Encentrum matthesi ingår i släktet Encentrum och familjen Dicranophoridae. Arten är reproducerande i Sverige. Inga underarter finns listade i Catalogue of Life.